# 伊泽 (索姆省)
伊泽（法語：Yzeux，法語發音：[izø]）是法国上法蘭西大區索姆省的一个市镇，属于亚眠区。

## 地理
伊泽（49°58'29"N, 2°6'32"E）面积5.05 平方千米，位于法国上法蘭西大區索姆省，该省份为法国北部沿海省份，北起加来海峡省和北部省，西接滨海塞纳省和大西洋英吉利海峡，南至瓦兹省，东临埃纳省。
与伊泽接壤的市镇（或旧市镇、城区）包括：克鲁伊-圣皮埃尔、索姆河畔贝卢瓦、布尔东。
伊泽的时区为UTC+01:00、UTC+02:00（夏令时）。

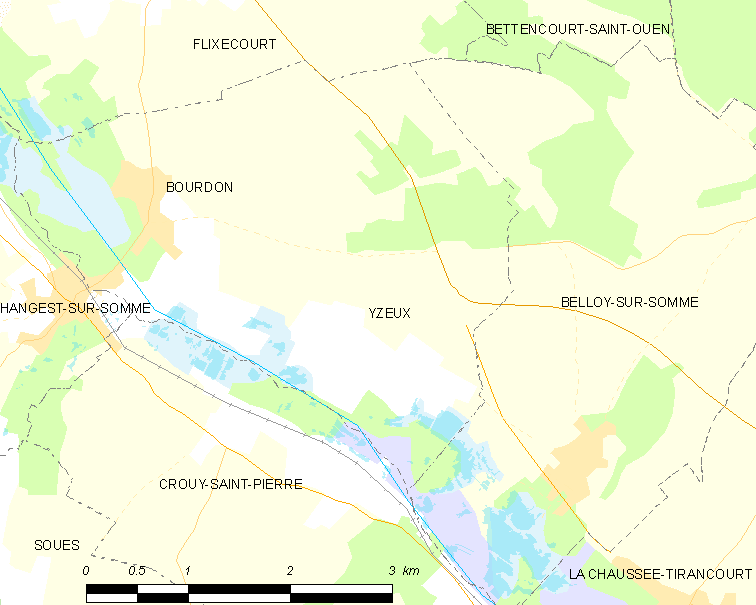
伊泽的OSM定位图

## 行政
伊泽的邮政编码为80310，INSEE市镇编码为80835。

## 政治
伊泽所属的省级选区为索姆河畔阿伊县。

## 人口

1962-2008年间伊泽人口变化图示

伊泽于2022年1月1日时的人口数量为267人。